# Carolyn Bennett

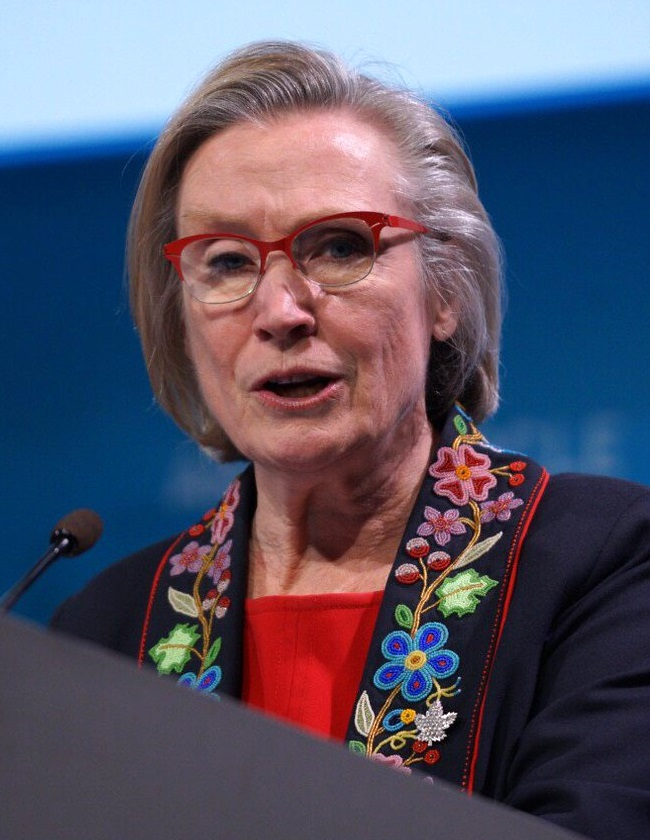
Carolyn Bennett 2017

Carolyn Ann Bennett (* 20. Dezember 1950 in Toronto) ist eine kanadische Ärztin und Politikerin. Sie ist Mitglied der Liberalen Partei und vertritt Toronto-St. Paulʼs seit 1997 im Unterhaus. Bennett arbeitete 20 Jahre lang als Ärztin, bevor sie in die Politik ging.

## Biografie
Bennett besuchte das Havergal College, schloss 1974 ihr Medizinstudium an der Universität von Toronto ab und erhielt 1976 ihre Zulassung als Hausärztin. 2004 erhielt sie ein Ehrenstipendium der Society of Obstetricians and Gynaecologists of Canada für ihre Beiträge zur Medizin, insbesondere zur Gesundheit von Frauen.
Von 1977 bis 1997 arbeitete Bennett als Hausärztin am Wellesley Hospital und am Womenʼs College Hospital in Toronto und war Gründungspartnerin von Bedford Medical Associates. Sie war außerdem Präsidentin der Ärztevereinigung des Womenʼs College Hospital und hat einen Lehrauftrag als Assistenzprofessorin in der Abteilung für Familien- und Gemeindemedizin an der Universität Toronto. Bennett war Mitglied im Vorstand des Havergal College, des Womenʼs College Hospital, der Ontario Medical Association und der Medico-Legal Society of Toronto.
Von 2021 bis 2023 gehörte sie dem Kabinett Trudeau als Ministerin für psychische Gesundheit und Suchtkrankheiten sowie stellvertretende Gesundheitsministerin an. Ihr Ausscheiden aus dem Kabinett wurde damit begründet, dass sie sich nicht erneut zur Wahl aufstellen lassen wolle. Vor ihrer Zeit als Ministerin im Gesundheitsbereich war sie von 2003 bis 2006 Staatsministerin für öffentliche Gesundheit und von 2015 bis 2021 Ministerin für die Beziehungen zwischen Krone und indigenen Völkern.
Sie ist mit dem kanadischen Filmproduzenten Peter OʼBrian verheiratet. Das Paar hat zwei Söhne.